# Ірене Ейс
Ірене Ейс (нід. Irene Eijs, 16 грудня 1966) — нідерландська академічна веслувальниця.
Бронзова призерка Олімпійських Ігор 1996 року в складі парної двійки, учасниця 1992 року.